# Galeola (orchidee)
Galeola is een geslacht uit de onderfamilie Vanilloideae van de orchideeënfamilie (Orchidaceae).
Het is een geslacht van ongeveer twintig tot vijfentwintig soorten. Het zijn voornamelijk epiparasieten uit Afrika en Azië.

## Naamgeving enetymologie
De botanische naam Galeola komt uit het Latijn en betekent zoveel als een hol vat in de vorm van een helm. Dit slaat op de vorm van de lip van de bloemen.

## Kenmerken
Galeola-soorten zijn terrestrische epiparasieten, bladloos en bladgroenloze planten met een mycoheterotrofe levenswijze. Het zijn grote planten; de bloemstengel kan tot meerdere meters lang worden.
De bloemen zijn dikwijls vrij groot en vlezig, de kelkbladen en kroonbladen zijn gelijkvormig, zelden volledig geopend. De lip is bekervormig en één- of meerlobbig. Het gynostemium is lang, slank en ongevleugeld, met een dunne gerande clinander, eendelig of getand, en twee tweelobbige pollinia.
Galeola-soorten hebben van alle orchideeën de grootste zaden die dan ook nog eens gevleugeld zijn, een zeldzaamheid voor orchideeën.

## Habitaten voorkomen
Galeola-soorten komen vooral voor in India, China, Japan, Zuidoost-Azië, Indonesië, Nieuw-Guinea en Australië. Eén soort komt in Afrika (Madagaskar) voor.

## Taxonomie
Naargelang de taxonoom omvat dit geslacht twintig tot vijfentwintig soorten.
De typesoort is Galeola nudifolia Lour. (1790).
- Soorten:
  - Galeola altissima (Blume) Rchb.f. (1865) (Indonesië, Filipijnen, Taiwan, Thailand)
  - Galeola cassythoides (A.Cunn.) Rchb.f. (1865) (Australië)
  - Galeola cathcarthii Hook.f. (Thailand)
  - Galeola faberi Rolfe (China)
  - Galeola falconeri Hook.f. (India, Taiwan)
  - Galeola foliata F. Muell. (1873)
  - Galeola gracilis Schltr. (Nieuw-Guinea)
  - Galeola humblotii H.G.Reichb. (Madagaskar, Comoren)
  - Galeola hydra Rchb.f. (1865) (India)
  - Galeola integra Rolfe ex. Downie (Thailand)
  - Galeola javanica (Blume) Benth. & Hook.f. (1883) (Indonesië)
  - Galeola kawakamii J.J.Sm. ex Koord.-Schum. (1913)
  - Galeola kuhlii Rchb.f. (1865) (India, Indonesië, Filipijnen, Maleisië, Taiwan, Thailand, Vietnam)
  - Galeola kwangsiensis Hand.Mazz.
  - Galeola ledgeri Fitzger. (1885)
  - Galeola lindleyana (Hook.f. & J.W.Thomson) H.G.Reichb. ( Bhutan, China, India, Indonesië, Nepal, Taiwan)
  - Galeola minahassae Schltr. (1911)
  - Galeola montigena Schltr. (1911)
  - Galeola nana Rolfe ex Downie (Thailand)
  - Galeola nudifolia Lour. (1790) (China, India, Indonesië, Maleisië, Filipijnen, Thailand, Vietnam)
  - Galeola ochobiensis Hayata (1916)
  - Galeola ponapensis (Kaneh. & Yamam.) Tuyama
  - Galeola pterosperma (Lindl.) Schltr. (1911)
  - Galeola septentrionalis Rchb.f. (Japan)
  - Galeola shweliensis W.W.Smith (Taiwan)
  - Galeola torana J.J.Sm. (1915)
  - Galeola vanilloides Schltr. (Nieuw-Guinea)
  - Galeola wilsonii Rolfe